# Bentley S2
Bentley S2 – luksusowy samochód osobowy produkowany przez brytyjską firmę Bentley w latach 1959–1962. Dostępny jako 2-drzwiowy kabriolet. Następca modelu S1. Do napędu użyto silnika V8 o pojemności 6,2 litra produkcji Rolls-Royce'a. Moc przenoszona była na oś tylną poprzez 4-biegową automatyczną skrzynię biegów. Został zastąpiony przez Bentleya S3.

## Dane techniczne

### Silnik
- V8 6,2 l (6223 cm³), 2 zawory na cylinder, OHV
- Układ zasilania: dwa gaźniki SU
- Średnica × skok tłoka: 104,10 mm × 91,40 mm
- Stopień sprężania: 8,0:1

### Osiągi
- Prędkość maksymalna: 180 km/h